# Tsuyoshi Yoshitake
Tsuyoshi Yoshitake (吉武 剛 Yoshitake Tsuyoshi?), född 8 september 1981 i Mie prefektur, är en japansk före detta fotbollsspelare.
Yoshitake började sin karriär 2000 i Yokohama FC. Han spelade 133 ligamatcher för klubben. 2007 flyttade han till Tokyo Verdy. 